# 헬렌 갠디

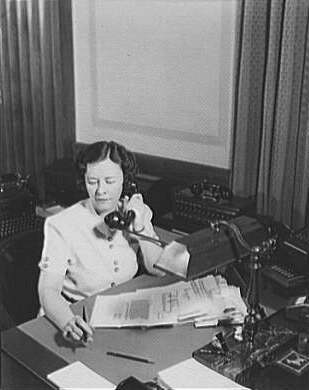
헬렌 갠디.

헬렌 W. 갠디(Helen W. Gandy, 1897년 4월 8일 ~ 1988년 7월 7일)는 미국의 공무원이다. 54년 동안 미국 연방수사국 국장 존 에드거 후버의 비서를 지냈다. 후버는 그녀를 ‘버릴 수 없는 존재’(indispensable)라고 불렀으며, 갠디는 후버와 수사국 업무에 지대한 막후 영향력을 미쳤다. 후버가 1972년에 사망하자 갠디는 수 주에 걸쳐 후버의 소위 “개인 파일”들을 파기해 버린다.